# 中央防疫处
中央防疫处是1919年北洋政府设立的政府机构，负责防疫、生物制品的研制、鉴定、使用。

## 历史

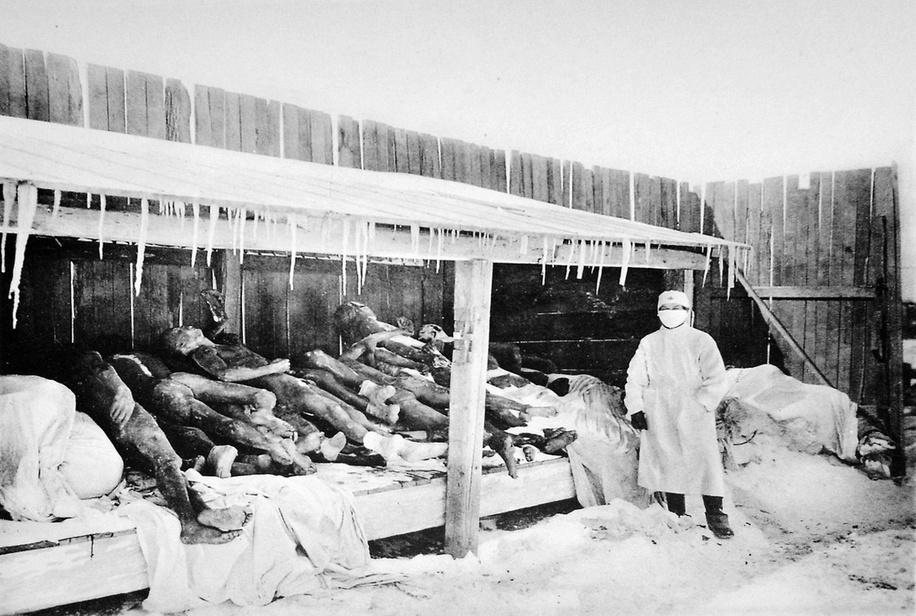
东北大鼠疫的死者

1910年10月，东北爆发鼠疫，属于人类历史上第三次鼠疫大流行的重大疫情，疫情很快沿铁路蔓延到大连、北京、天津、保定、旅顺、芝罘、济南等地，2个月内病死6万多人。伍连德被隆裕太后任命为“防疫全权总医官”，1911年疫情被扑灭，发起召开了“奉天万国鼠疫研究会”，12个国家的鼠疫专家与会。1912年在哈尔滨筹建北满防疫处及附属医院。1912年10月1日，北满防疫处成立，总部（总医院）设在哈尔滨，伍连德任总医官。这是中国近代第一个常设防疫机构。1916年，防疫处名称改为“东三省防疫事务总处”。伍连德先后领导防疫工作，控制了1917年绥远、山西鼠疫（死亡2万多人）、1919年哈尔滨霍乱、1920年中国东北鼠疫、1932年上海霍乱。
鉴于东三省和华北绥晋冀三省两次大规模鼠疫流行造成的民众死亡之惨烈财产损失之巨大，北洋政府内务部借鉴欧美及日本等国设立专门防疫机构的经验，1918年6月北洋政府内务总长钱能训颁布内务部令：

查疫症传染为害于民生者至烈，东西各国对于一切传染病症，莫不设专机关随时研究防止之法，以为有备无患之计，法良意美至堪师尚。吾国自昔年东三省发生鼠疫，国人生命财产损失至巨。去冬归绥一带肺疫猝发传及腹地，多法防范幸早敉平。惩前毖后，应亟筹设中央防疫处预筹防范。举凡传染病细菌学之研究，与夫血清痘苗之制造及一切药品之检定化验等事，均由该处次第举办以专责成而卫民生云。

时任内务部卫生司司长刘道仁和京师传染病医院院长严智钟使用1917年绥远、山西鼠疫防疫余款开始筹建中央防疫处。派韩鈖堂、俞树棻、刘驹贤赴日本，采办器械材料，并由京师传染病医院拨来菌种及小动物以资应用。1919年3月于北京天坛神乐署故址的原京师传染病医院分院院址，中央防疫处正式成立，占地“七十四亩四分五厘”。 刘道仁、严智钟分任正副处长。隶属于内务部。1919年5月，颁布了中央防疫处办事细则，并决定中央防疫处内部机构下设三科，内部编制到6月份才基本落实就绪，最初技术工作人员只有程慕颐、杨澄漳、常希曾、齐长庆四人。内设：
- 办公室
- 第一科 科长吴瀛，司总务，置主任二事务员八助理员十六。
  - 疫务股
  - 经理股
- 第二科 严智钟兼，司检诊及研究，置主任二技术员九助理员十一
  - 研究股
  - 检诊股
- 第三科 科长俞树棻（1889年出生，毕业于北洋陆军军医学堂，1921年3月在山东桑园鼠疫防治时染疫殉职），司制造，置主任三技术员二助理员六
  - 血清股
  - 疫苗股
  - 痘苗股

具体设有：
- 图书室
- 检诊室
- 试验室
- 文书室
- 会计室
- 庶务室
- 公共卫生事务室
- 售品所
- 毒素室
- 化学室
- 血清浓缩室
- 血清封装室
- 血清疫苗痘苗培养基制造室
- 狂犬病疫苗室
- 蒸汽灭菌室
- 动物室
- 养兔场
- 采血室
- 种痘室
- 採痘室
- 磨痘室
- 冷藏室
- 冰室
- 煤气室
- 仓库
- 马秤室
- 焚兽炉

1919年7月，廊坊发生霍乱流行，很快蔓延到北京城。1920年10月，海拉尔发生肺鼠疫，蔓延东三省、直隶省和山东五省，东三省为重疫区，1921年5月在山东基本被控制，流行期大约7个月此次肺鼠疫，死亡9300人。1921年2月，东省肺鼠疫蔓延至山东桑园，中央防疫处第三科科长俞树棻带领程慕颐、杨澄漳、胡洪基奔赴疫区开展工作，俞树棻染疫于1921年3月24日殉职，殁年33岁。
1928年6月，中央防疫处改隶属南京国民政府内政部卫生司。内设
- 第一科：掌管抗毒素、血清、毒素的制造、制品检定、各项生化研究试验、免疫学研究检查等
- 第二科：掌管疫苗、菌苗、抗原的制造、细菌学的检查研究、原虫寄生虫研究、菌种保管、培养基制造等
- 第三科：掌管制造牛痘苗、狂犬疫苗、制造兽疫血清疫苗、进行滤过毒的研究等

工作人员63人，其中技术人员35人。
由于华北局势日益受到日本军事威胁，1935年中央防疫处迁到南京黄浦路一号内政部卫生署内。
抗战爆发后，内迁至长沙、昆明，仅剩20余工作人员。1945年1月改称中央防疫實验处，隶属于行政院卫生署。
抗战胜利后迁回北平天坛旧址，并兴建了试验大楼，接受了京西的日本军队防疫部队的试验动物饲养场，美国医药援华会赠送了全套青霉素生产设备。
1950年，中央防疫试验处改称中央人民政府卫生部生物制品研究所。